# کارولا هورنیخ
کارولا هورنیخ (انگلیسی: Carola Hornig؛ زادهٔ ۳۰ آوریل ۱۹۶۲) قایقران روئینگ اهل آلمان شرقی بود.